# Bráulio Pedroso
Bráulio Nuno de Almeida Pedroso (São Paulo, 30 de abril de 1931 — Rio de Janeiro, 15 de agosto de 1990) foi um telenovelista brasileiro. Também trabalhou no cinema, como assistente de direção, montador e crítico.

## Biografia
O grande eixo do seu trabalho era o uso do deboche e do bom humor para criticar os tipos preestabelecidos existentes na sociedade brasileira, temática desenvolvida por meio de um notável arrojo formal. Paulistano, ele trabalhou durante vários anos na Rede Globo, onde escreveu telenovelas de grande sucesso como O Cafona (1971), O Bofe (1972), O Rebu (1974) e Feijão Maravilha (1979), apesar de anteriormente ter trabalhado no cinema nas funções de assistente de direção, montador e crítico, e escreveu para o teatro a peça O Fardão, que ganhou o Prêmio Molière.
Sua primeira novela como autor titular foi Beto Rockfeller (TV Tupi, 1968), comédia que foi um grande sucesso de audiência e que consagrou o ator Luis Gustavo. Beto Rockfeller também ganharia uma continuação em 1973, A Volta de Beto Rockfeller, que não obteve o mesmo êxito, mas mesmo assim não comprometeu o personagem.

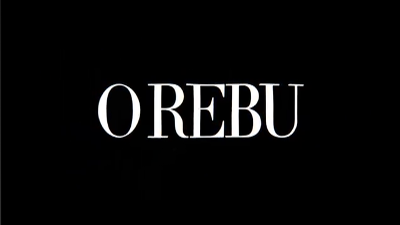
O Rebu, obra original de Bráulio Pedroso recebeu um remake da Globo em 2014

Entre 1985 e 1986 trabalhou em uma equipe de criação de texto da extinta TV Manchete, onde escreveu a novela Tudo em Cima e o seriado Tamanho Família. 
No final da década de 1980 foi contratado pelo SBT, onde co-escreveu, sem ser creditado, o argumento da novela Cortina de Vidro (1989) e preparava, antes de morrer, o remake de seu maior êxito: Beto Rockfeller.
Bráulio Pedroso faleceu vítima de fratura nas vértebras cervicais, causada por uma queda no banheiro de sua própria casa. Tinha 59 anos e sofria de Espondilite Anquilosante. Deixou dois filhos, João Manoel e Felipe, e os netos Sofia e Pedro.
Duas de suas novelas tiveram versões em outros países: Beto Rockfeller foi adaptada na Argentina em 1971, com o título Beto Rockefeller, enquanto O Pulo do Gato foi adaptada no Chile em 1992, com o título El Palo al Gato. Em 2014, a Rede Globo realizou o remake de uma das suas mais famosas obras: O Rebu, realizada originalmente no ano de 1974.

## Filmografia

### Telenovelas
| Ano       | Trabalho                   | Emissora   | Escalação       | Parceiros Titulares |
| --------- | -------------------------- | ---------- | --------------- | ------------------- |
| 1968 1969 | Beto Rockfeller            | TV Tupi    | Autor principal |                     |
| 1969 1970 | Super Plá                  | TV Tupi    | Autor principal | Marcos Rey          |
| 1971      | O Cafona                   | Rede Globo | Autor principal |                     |
| 1972      | O Bofe                     | Rede Globo | Autor principal |                     |
| 1973      | A Volta de Beto Rockfeller | TV Tupi    | Autor principal |                     |
| 1974 1975 | O Rebu                     | Rede Globo | Autor principal |                     |
| 1978      | O Pulo do Gato             | Rede Globo | Autor principal |                     |
| 1979      | Feijão Maravilha           | Rede Globo | Autor principal |                     |

### Telenovelas póstumas
| Ano  | Trabalho | Emissora   | Escalação                  | Notas                               | Parceiros Titulares            |
| ---- | -------- | ---------- | -------------------------- | ----------------------------------- | ------------------------------ |
| 2014 | O Rebu   | Rede Globo | Autor da história original | Remake da original homônima de 1974 | George Moura Sergio Goldenberg |

### Séries e minisséries
| Ano       | Trabalho           | Emissora      | Escalação          | Parceiros Titulares                                                 |
| --------- | ------------------ | ------------- | ------------------ | ------------------------------------------------------------------- |
| 1979 1981 | Plantão de Polícia | Rede Globo    | Autor principal    |                                                                     |
| 1981      | Amizade Colorida   | Rede Globo    | Autor principal    | Armando Costa Domingos de Oliveira Lenita Plonckzynska              |
| 1983      | Parabéns pra Você  | Rede Globo    | Autor principal    |                                                                     |
| 1983      | Mário Fofoca       | Rede Globo    | Autor principal    | Cassiano Gabus Mendes Carlos Eduardo Novaes Luís Fernando Veríssimo |
| 1985      | Tudo em Cima       | Rede Manchete | Autor principal    | Geraldo Carneiro                                                    |
| 1985 1986 | Tamanho Família    | Rede Manchete | Diretor de criação | Miguel Falabella Geraldo Carneiro Leopoldo Serran                   |

### Adaptações em outros países
| Ano  | Trabalho         | País      | Emissora | Escalação                  | Notas                     | Parceiros Titulares                |
| ---- | ---------------- | --------- | -------- | -------------------------- | ------------------------- | ---------------------------------- |
| 1971 | Beto Rockefeller | Argentina | Canal 13 | Autor da história original | Remake de Beto Rockfeller | Ana Rivas                          |
| 1992 | El palo al gato  | Chile     | Canal 13 | Autor da história original | Remake de O Pulo do Gato  | Jorge Díaz Saenger Claudio Navarro |